# Ugento
Ugento község (comune) Olaszország Puglia régiójában, Lecce megyében.

## Fekvése
A város 60 km-re délre fekszik Leccétől, az alacsony Murgia-fennsíkon. 

## Története
A vidéket már a paleolitikumban lakták, melynek bizonyítékai az ún. “ugentói dolinák”. A neolitikumból származnak a Don Cirillo és Artanisi barlangokban talált leletek.  A mai város ősét, Aoxentumot és kikötőjét, az i. e. a 7. században alapították görögök telepesek. A rómaiak fennhatóssága alatt Portus Salentinusként volt ismert. A Nyugat-római birodalom bukása után a várost többször is kifosztották (gótok, longobárdok, szaracénok).

## Népessége
A népesség számának alakulása:

## Látnivalók
- a 14. századi Cripta del Crocifisso értékes freskókkal
- a Salvatore Zeca Múzeum értékes régészeti és őslénytani gyűjteményeivel
- a Lido di Torre San Giovanni 16. századi erődítményének fennmaradt tornyai, amelyek közül egyet világítótoronyként használnak

## Híres személyek
- A város szülötte Antonio Caraffa, a Habsburg Birodalom egyik 17. századi hadvezére, a török kiűzésekor zajló magyarországi hadműveletek egyik tábornoka, az eperjesi vésztörvényszék kezdeményezője.